# 김명재 (축구 선수)
김명재(한국 한자: 金明宰, 1994년 5월 30일 ~ )는 대한민국의
전 축구 선수이며, 포지션은 수비수이였다.